# Richard Payer
Richard Payer (* 15. Jänner 1836 in Teplitz, Böhmen als Richard Rudolph Anton Payer; † nach 1912) war ein österreichischer Forschungsreisender in Südamerika.

## Leben
Payer wurde 1836 als Sohn des k.k. Ulanenhauptmanns Franz Anton (Rudolf) Payer (1791–1855) aus Kriegern und der Blandine Payer, geborene John (1802–1882) geboren. Sein jüngerer Bruder war Julius von Payer, der Entdecker des Franz-Josef-Landes, einer Inselgruppe im Nordpolarmeer. Ein dritter Bruder, Hugo Payer starb mit 20 Jahren an Tuberkulose. Richard Payer studierte am Prager Polytechnikum Boden- und Verwaltungskunde, war als Verwalter der Domäne Arnau tätig und reiste anschließend nach Russland und durch Europa. Anfang 1876 brach er nach Brasilien auf.
Payer führte Forschungsreisen in den Anden und im Amazonasgebiet durch. Er hielt sich dort über dreißig Jahre lang auf und fertigte zahlreiche Zeichnungen, Aquarelle, Landkarten und Tagebücher an, die teilweise heute noch erhalten sind. Das  Naturhistorische Museum in Wien besitzt eine detaillierte, handgezeichnete Karte von Peru und den angrenzenden Gebieten von Ecuador, Brasilien und Bolivien.
In den 1890er-Jahren lebte Richard Payer zeitweise wieder in Teplitz, später in der Nähe von Melk. Zu dieser Zeit lebte er, inzwischen zur anglikanischen Kirche übergetreten, von seiner Ehefrau Sophia geb. Payer getrennt. 1907 kehrte er nach dauerhaft nach Österreich zurück und lebte unter wechselnden Adressen. Von 1911 bis 1912 war er in Wien (XII. Bezirk) gemeldet. Anschließend übersiedelte er nach Tullnerbach und anschließend nach Pressbaum, wo sich seine Spur verliert.
Er hatte eine Tochter namens Paula, die in Bamberg als Sängerin lebte. Seine Adoptivtochter Adele Payer-Todt (1877–1964) war mit Gustav Manker von Lerchenstein (1874–1940) verheiratet.
Während Julius Payer ein Ehrengrab auf dem Zentralfriedhof von Wien erhielt, ist der Todestag und -ort von Richard Payer nicht bekannt.